# Madul állomás
Madul (Madeul) állomás földalatti metróállomás a szöuli metró 7-es vonalán. Nevének nincs handzsa (hanja) megfelelője. A nevet feltehetően onnan kapta, hogy a közelben lovakat tartottak.

## Viszonylatok
| 7-es vonal                                  | 7-es vonal | 7-es vonal                                                  |
| ------------------------------------------- | ---------- | ----------------------------------------------------------- |
| Szurakszan (Suraksan) Csangam (Jangam) felé | 7-es vonal | Novon (Nowon) Puphjong-ku cshong (Bupyeong-gu cheong ) felé |